# 山陰近畿自動車道

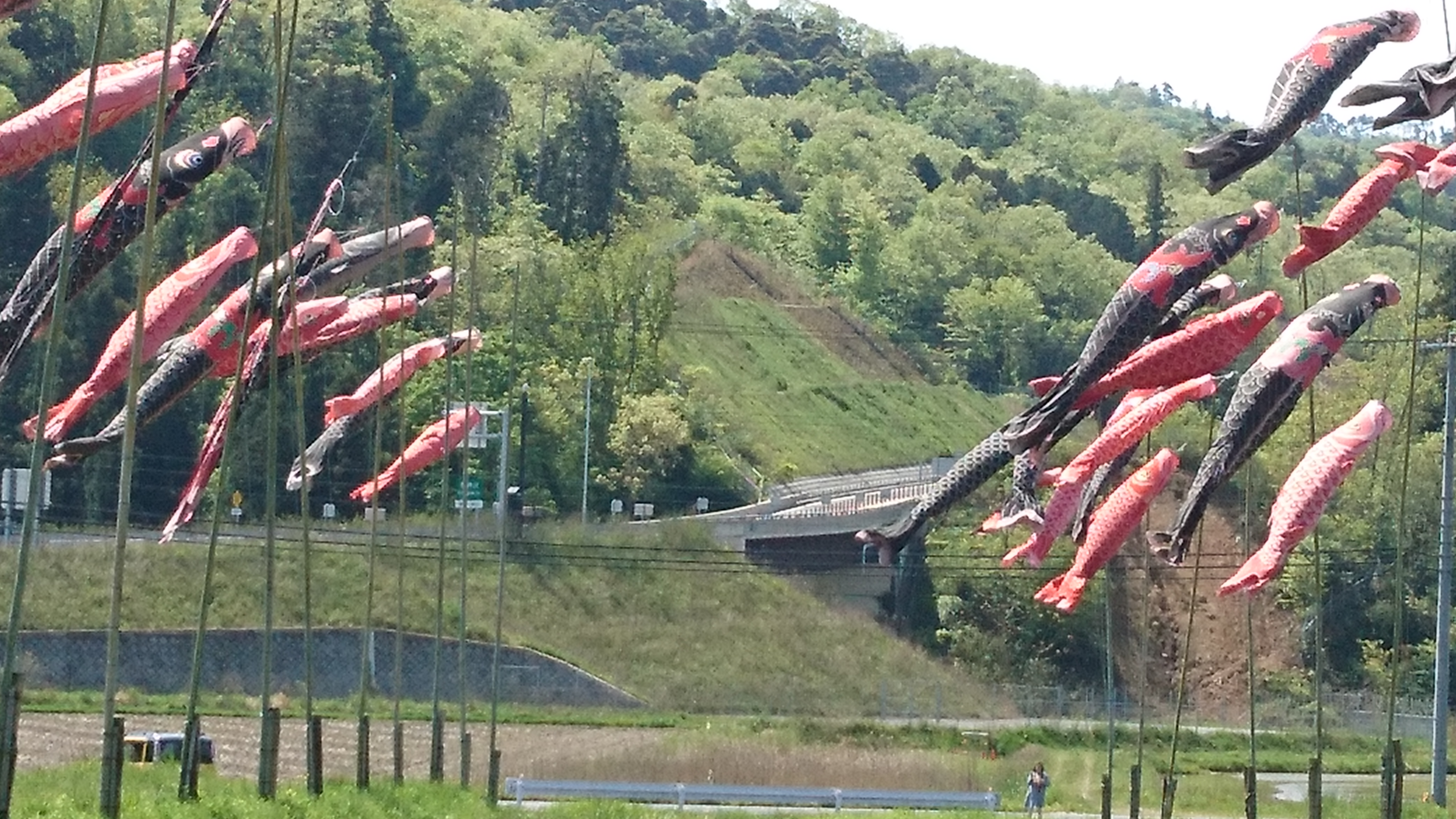
京丹後大宮インターチェンジ（2019年5月）

山陰近畿自動車道（さんいんきんきじどうしゃどう、英語: SAN-IN KINKI EXPWY）は、鳥取県鳥取市から兵庫県豊岡市を経由し、京都府宮津市に至る高速道路である。略称は山陰近畿道（さんいんきんきどう）。鳥取豊岡宮津自動車道（とっとりとよおかみやづじどうしゃどう）として、地域高規格道路に指定されている。
高速道路ナンバリングによる路線番号は、山陰自動車道・京都縦貫自動車道とともに「E9」が割り振られている。

## 概要
山陰地方と近畿地方（北近畿）の日本海沿いを結ぶ。山陰自動車道と京都縦貫自動車道の仲立を担う位置にあり、これらの3つの自動車道で、山陰地方を縦断する広域道路ネットワークを構成する。日本海国土軸を構成する路線であり地域高規格道路ながら高規格幹線道路と同時に取り扱われることも多い。
山陰海岸国立公園や山陰海岸ジオパークの圏域を通っており、鳥取砂丘、浦富海岸、湯村温泉、余部橋梁、玄武洞、城崎温泉、夕日ヶ浦海岸、琴引浜、天橋立をはじめとした観光地、地質遺産が近隣に存在する。
一般国道（国道9号・178号・312号）の自動車専用道路で構成される。小型特殊自動車の通行は不可である。
一般国道バイパスとして国および府県によって整備が進められたことから既開通区間はすべて無料であったが、後述のとおり京都府内の一部区間で有料化が行われた。
山陰近畿自動車道は日本海国土軸のミッシングリンクである。2023年（令和5年）3月現在、福部IC（鳥取県鳥取市） - 居組IC（兵庫県美方郡新温泉町）間、新温泉浜坂IC（同） - 佐津IC（美方郡香美町）間、京丹後大宮IC（京都府京丹後市） - 宮津天橋立IC（宮津市）間がそれぞれ開通している。

### 路線名・道路名
供用中・事業中路線の道路名に区分すると以下のようになる。
計画区間・事業区間のインターチェンジ名については仮称である。当面の間、一般道路を活用する「現道活用区間」を含めて記述する。
| 路線名               | 路線番号 | 道路名    | 道路名         | 区間                        | 備考             |
| -------------------- | -------- | --------- | -------------- | --------------------------- | ---------------- |
| 鳥取豊岡宮津自動車道 | -        | 計画中    | 計画中         | 鳥取西IC付近 - 鳥取市覚寺   |                  |
| 鳥取豊岡宮津自動車道 | -        | 国道9号   | 鳥取バイパス   | 鳥取市覚寺 - 福部IC         | 当面現道活用区間 |
| 鳥取豊岡宮津自動車道 | E9       | 国道9号   | 駟馳山バイパス | 福部IC - 岩美IC             |                  |
| 鳥取豊岡宮津自動車道 | E9       | 国道178号 | 岩美道路       | 岩美IC - 東浜IC             |                  |
| 鳥取豊岡宮津自動車道 | E9       | 国道178号 | 東浜居組道路   | 東浜IC - 居組IC             |                  |
| 鳥取豊岡宮津自動車道 | E9       | 国道178号 | 浜坂道路II期   | 居組IC - 新温泉浜坂IC       | 事業中           |
| 鳥取豊岡宮津自動車道 | E9       | 国道178号 | 浜坂道路       | 新温泉浜坂IC - 余部IC       |                  |
| 鳥取豊岡宮津自動車道 | E9       | 国道178号 | 余部道路       | 余部IC - 香住IC             |                  |
| 鳥取豊岡宮津自動車道 | E9       | 国道178号 | 香住道路       | 香住IC - 佐津IC             |                  |
| 鳥取豊岡宮津自動車道 | -        | 計画中    | 計画中         | 佐津IC - 竹野IC             |                  |
| 鳥取豊岡宮津自動車道 | E9       | 国道178号 | 竹野道路       | 竹野IC - 豊岡北IC/JCT       | 事業中           |
| 鳥取豊岡宮津自動車道 | E9       | 国道178号 | 城崎道路       | 豊岡北IC/JCT - 城崎温泉IC   | 事業中           |
| 鳥取豊岡宮津自動車道 | -        | 計画中    | 計画中         | 城崎温泉IC - 大宮峰山IC     |                  |
| 鳥取豊岡宮津自動車道 | E9       | 国道312号 | 大宮峰山道路   | 大宮峰山IC - 京丹後大宮IC   | 事業中           |
| 鳥取豊岡宮津自動車道 | E9       | 国道312号 | 野田川大宮道路 | 京丹後大宮IC - 与謝天橋立IC |                  |
| 鳥取豊岡宮津自動車道 | E9       | 国道312号 | 宮津与謝道路   | 与謝天橋立IC - 宮津天橋立IC |                  |

## 各区間の概要
以下、山陰近畿自動車道の各区間について述べる。
鳥取 - 覚寺
鳥取県鳥取市嶋（山陰自動車道 鳥取西IC付近）と同市覚寺を結ぶ約7 kmの区間は事業化されていない（通称 : 南北線）。
2015年（平成27年）度、計画段階評価に向けた調査費が計上され、2018年（平成30年）度から計画段階評価の意見聴取を開始。同年11月には3つのルート案が示され、2019年（令和元年）12月5日に案を一本化。山陰自動車道の鳥取西IC付近から国道9号鳥取バイパス覚寺交差点付近に至る道路を新設し、鳥取バイパス（当面現道活用）を経て福部ICに接続するという方向となった。ICは国体道路交差部、千代水地区、鳥取港手前、鳥取県立中央病院北側、覚寺の計5カ所に設置される計画である。2020年（令和2年）度には、都市計画手続きとして都市計画素案のパブリックコメントと公聴会が実施されたが、その後進展がない状態が続いた。2025年（令和7年）鳥取県議会2月定例会において、平井知事は足踏み状態であることを認めたうえで、水面下で地元関係者と協議を進めた結果、前進できる見通しが立ったとして都市計画手続きを再開する意向を示した。
覚寺 - 福部
鳥取県鳥取市覚寺と同市福部町湯山（福部IC）を結ぶ約4 kmの区間は事業化されていない。
この区間は鳥取 - 福部間の計画段階評価において国道9号鳥取バイパスによる当面現道活用とされており、自動車専用道路の整備の計画はない。主に覚寺トンネル・湯山トンネルで構成される現道は125cc以下の車両も走行する暫定２車線の一般道路であり、フェンスを隔てて歩道を有する。直線で走行性は良いが中央分離帯はない。
駟馳山バイパス
- 起点 : 鳥取県岩美郡岩美町本庄（岩美消防署前交差点）
- 終点 : 鳥取県鳥取市福部町湯山（福部IC）
- 延長 : 7.7 km（自専道区間 : 6.6 km、連絡道路 : 1.1 km）
- 全線開通日 : 2014年3月22日

開通により、難所である駟馳山を経由せず通行することが可能となった。並行していた国道9号の旧道は2017年（平成29年）4月1日に国道の指定から外れ、鳥取県道43号鳥取福部線、鳥取県道328号福部岩美線となった。
主な構造物
- 鳥取砂丘トンネル（全長543 m）
- 細川トンネル（全長229 m）
- 駟馳山トンネル（全長950 m）
- 湯山高架橋（全長218.5 m）
- 塩見川橋（全長123 m）
- 岩美大谷橋（全長24 m）
- 新川橋（全長130 m）
- 岩美大谷橋（全長24 m）
- 新川橋（全長130 m）
- 蒲生川橋（全長185 m）

駟馳山トンネル内ではラジオの再放送が行われている。
| NHK第一 | NHK第二 | 山陰放送 | NHK-FM  | FM山陰  |
| 1368KHz | 1125KHz | 1431KHz  | 85.8MHz | 78.8MHz |
岩美道路
- 起点 : 鳥取県岩美郡岩美町陸上（東浜IC）
- 終点 : 鳥取県岩美郡岩美町本庄（岩美IC）
- 延長 : 5.7 km
- 全線開通日 : 2023年3月12日

2区間に分けて事業が進められ、先行して2016年（平成28年）3月26日に岩美IC - 浦富IC間が開通、追って浦富IC - 東浜IC間が開通した。2017年（平成29年）3月31日に浦富IC - 鳥取県岩美郡岩美町牧谷間の鳥取県道155号網代港岩美停車場線が国道178号との重複区間となり、岩美IC - 浦富IC間に並行していた同町大谷（駟馳山交差点） - 同町牧谷間の国道178号の旧道は支線として存続した。これは、翌4月1日に福部IC - 岩美IC間に並行していた国道9号が国道の指定から外れ、鳥取県道43号鳥取福部線、鳥取県道328号福部岩美線に変更されたことで、そのままでは国道9号と国道178号が直接接続しなくなるという問題が発生するためである。2023年（令和5年）3月12日の浦富IC - 東浜IC間の開通時に並行していた国道178号の旧道は支線として存続、浦富IC - 同町牧谷間、東浜IC - 同町陸上（旧東浜IC）間は国道の指定から外れ、浦富IC - 同町牧谷間は再び鳥取県道155号網代港岩美停車場線の単独区間となり、東浜IC - 同町陸上（旧東浜IC）間が鳥取県道256号陸上岩井線となった。
主な構造物
- 道竹城トンネル（全長1,187 m）
- 浦富高架橋（全長872 m）
- 東浜トンネル（全長1,133 m）

東浜居組道路

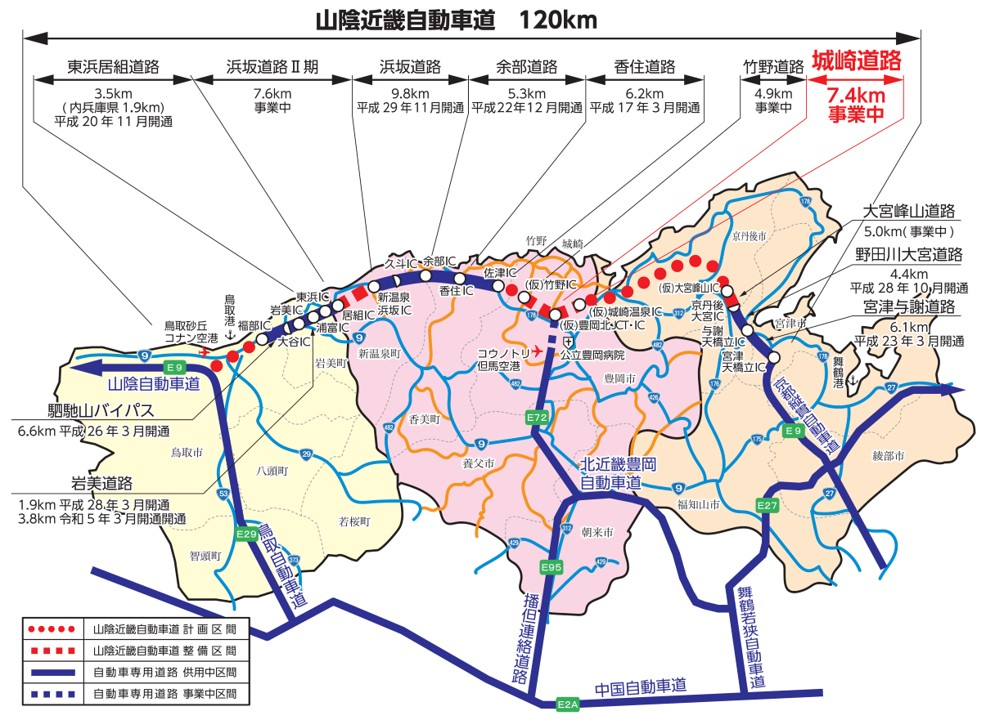
道路ネットワーク図

- 起点 : 兵庫県美方郡新温泉町居組（居組IC）
- 終点 : 鳥取県岩美郡岩美町陸上（東浜IC）
- 延長 : 3.5 km
- 全線開通日 : 2008年11月24日

開通により、難所である七坂八峠を経由せず通行することが可能となった。並行していた国道178号の旧道は国道の指定から外れ、鳥取県道256号陸上岩井線、新温泉町道・岩美町道七坂八峠線、兵庫県道128号居組港居組停車場線となった。
完成2車線であるが、中央分離はセンターポール等による簡易分離である。
主な構造物
- 七坂トンネル（全長1,821.0 m）
- 東浜大橋（全長478.5 m）
- 居組大橋（全長47.4 m）

浜坂道路
浜坂道路II期
- 起点 : 兵庫県美方郡新温泉町栃谷（新温泉浜坂IC）
- 終点 : 兵庫県美方郡新温泉町居組（居組IC）
- 延長 : 7.6 km

2018年（平成30年）度より事業着手された。兵庫県「道路の整備に関するプログラム」によれば、2028年度の事業完了を目標とされている。
浜坂道路

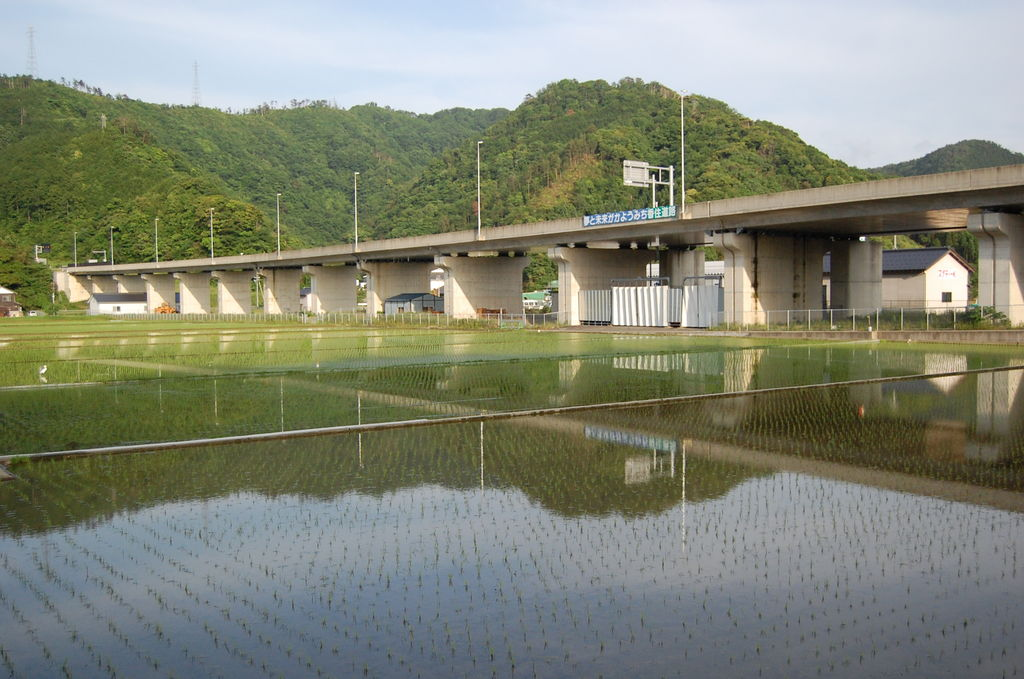
香住高架橋

- 起点 : 兵庫県美方郡香美町香住区余部（余部IC）
- 終点 : 兵庫県美方郡新温泉町栃谷（新温泉浜坂IC）
- 延長 : 9.8 km
- 全線開通日 : 2017年11月26日

開通により、並行していた国道178号の旧道は2018年4月1日に道の駅あまるべの北方（民宿旅館 川戸屋の前） - 余部IC間を除き国道の指定から外れ、兵庫県道167号浜坂停車場線、新温泉町道旭町福富線、兵庫県道263号竹田指坑線、新温泉町道二日市久斗線、兵庫県道257号山田新温泉線、兵庫県道261号赤崎久谷停車場線、新温泉町道久谷桃観線、香美町道余部浜坂線、国道178号余部支線となった。
完成2車線であるが、中央分離はセンターポール等による簡易分離である。
主な構造物
- 大庭トンネル（全長749 m）
- 二日市トンネル（全長109 m）
- 対田第3トンネル（全長289 m）
- 対田第2トンネル（全長78 m）
- 対田第1トンネル（全長144 m）
- 久谷第2トンネル（全長197 m）
- 久谷第1トンネル（全長859 m）
- 新桃観トンネル（全長2,546 m）
- あまるべトンネル（全長1,255 m）
- 大庭大橋（全長193 m）
- 長谷大橋（全長94 m）
- 高末橋（全長40 m）
- 久斗大橋（全長160 m）
- 瀬間谷大橋（全長90 m）
- 桃観大橋（全長108 m）
- アセビ橋（全長24 m）

浜坂道路の各トンネル内ではラジオの再放送が行われている。
| NHK第一                  | 朝日放送ラジオ | 毎日放送 | ラジオ関西 |
| 666kHz・1233kHz・1584kHz | 1008kHz        | 1179kHz  | 1395kHz    |
余部道路
- 起点 : 兵庫県美方郡香美町香住区森（香住IC）
- 終点 : 兵庫県美方郡香美町香住区余部（余部IC）
- 延長 : 5.3 km
- 全線開通日 : 2010年12月12日

開通により、並行していた国道178号の旧道は国道の指定から外れ、兵庫県道4号香住村岡線となった。
完成2車線であるが、中央分離はセンターポール等による簡易分離である。
主な構造物
- 船越トンネル（全長2,983.5 m）
- 間室トンネル（全長416.0 m）
- 油良トンネル（全長245.0 m）
- 中津橋（全長21.0 m）
- タキ川Aランプ橋（全長24.0 m）
- ノヲミ谷橋（全長61.5 m）
- 美の谷橋（全長161.0 m）
- 平野橋（全長102.0 m）
- ヨウロ橋（全長174.0 m）
- 油良高架橋（全長491.7 m）

余部道路の各トンネル内ではラジオの再放送が行われている。
| NHK第一                  | 朝日放送ラジオ | 毎日放送 | ラジオ関西 |
| 666kHz・1233kHz・1584kHz | 1008kHz        | 1179kHz  | 1395kHz    |
香住道路
- 起点 : 兵庫県美方郡香美町香住区下岡（佐津IC）
- 終点 : 兵庫県美方郡香美町香住区森（香住IC）
- 延長 : 約6.2 km
- 全線開通日 : 2005年3月27日

開通により、並行していた国道178号の旧道は国道の指定から外れ、兵庫県道256号三川下岡線、香美町道下岡香住線（現：香美町道佐津下岡線）、兵庫県道11号香美久美浜線となった。
佐津IC - 竹野IC
兵庫県香美町香住区下岡（佐津IC）と兵庫県豊岡市竹野町林（竹野IC）を結ぶ約6 kmの区間は事業化されていない。
2016年（平成28年）度より佐津 - 府県境間で計画段階評価が実施され、2018年3月に対応方針（案）が策定された。兵庫県「ひょうごインフラ整備プログラム」によれば、2029～33年度の事業着手を目標とされている。
竹野道路
- 起点 : 兵庫県豊岡市新堂（豊岡北IC/JCT）
- 終点 : 兵庫県豊岡市竹野町林（竹野IC）
- 延長 : 約4.9 km

2021年（令和3年）度より事業着手された。兵庫県「道路の整備に関するプログラム」によれば、2033年度の事業完了を目標とされている。
豊岡北IC/JCTで北近畿豊岡自動車道と接続する。
城崎道路
- 起点 : 兵庫県豊岡市城崎町飯谷（城崎温泉IC）
- 終点 : 兵庫県豊岡市新堂（豊岡北IC/JCT）
- 延長 : 約7.4 km

2023年（令和5年）度より事業着手された。国土交通省による直轄権限代行として事業化。
豊岡北IC/JCTで北近畿豊岡自動車道と接続する。
城崎温泉IC - 府県境
兵庫県豊岡市城崎町飯谷（城崎温泉IC）と府県境を結ぶ約3 kmの区間は事業化されていない。
2016年（平成28年）度より佐津 - 府県境間で計画段階評価が実施され、2018年（平成30年）3月に対応方針（案）が策定された。
府県境 - 網野
府県境と京都府京丹後市網野町公庄（網野IC）を結ぶ約19 kmの区間は事業化されていない。
2019年（令和元年）6月、京丹後市、宮津市、舞鶴市、与謝野町、伊根町による丹後・地域高規格道路進協議会は、京丹後市の市民アンケートを経て地元希望ルート案を決定し、国土交通省、京都府へ要望を提出した。2023年（令和5年）10月、検討中案として地元希望ルートを踏まえた3つのルート案が示された。
2024年（令和6年）より、京都府にて久美浜 - 網野間の計画検討委員会が開始され、2025年（令和7年）1月にはルート帯を絞り込み、対応方針（案）が策定された。
網野 - 大宮峰山
京都府京丹後市網野町公庄（網野IC）から同市峰山町新町（大宮峰山IC）を結ぶ約7.6 kmの区間は事業化されていない。
2005年（平成17年）に調査区間として指定されており、隣接する大宮峰山道路と共に計画段階評価が実施された。都市計画決定済み。
大宮峰山道路
- 起点 : 京都府京丹後市峰山町新町（大宮峰山IC）
- 終点 : 京都府京丹後市大宮町森本（京丹後大宮IC）
- 延長 : 5.0 km

2015年（平成27年）度より事業着手された。国土交通省による直轄権限代行として事業化。
野田川大宮道路
- 起点 : 京都府宮津市須津（与謝天橋立IC）
- 終点 : 京都府京丹後市大宮町森本（京丹後大宮IC）
- 延長 : 4.3 km
- 全線開通日 : 2016年10月30日

京都府から京都府道路公社への委託にて事業を実施。
宮津与謝道路

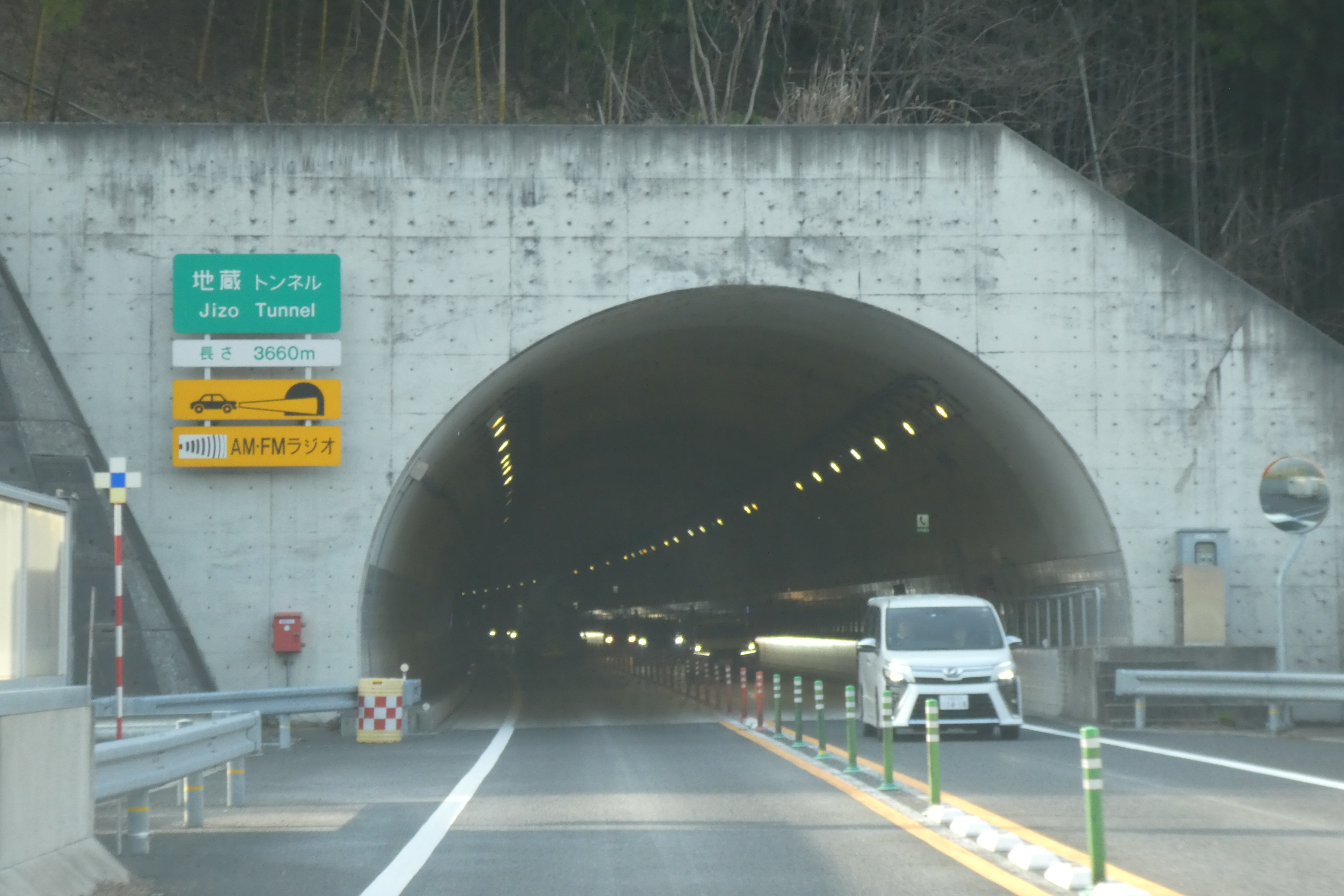
京都府が管理する最長の道路トンネル、地蔵トンネル。

- 起点 : 京都府宮津市喜多（宮津天橋立IC）
- 終点 : 京都府宮津市須津（与謝天橋立IC）
- 延長 : 6.4 km
- 全線開通日 : 2011年3月12日

宮津天橋立ICで京都縦貫自動車道（綾部宮津道路）と接続する。
なお、事業名は「宮津野田川道路」となっていたが、京都府では事業中より通称名として「宮津与謝道路」と呼称してきた。地元では「よさ」が訛った「よざ」と発音されることも多く、当道路名も同様の呼称が正式に採用されているが、伝統的な呼称は「よさ」である。与謝について、由来や成立の詳細は与謝郡を参照のこと。
主な構造物
延長6.4 kmのうち、トンネルが約4.2 km、橋梁が約0.7 km（計 約5.0 km）を占めている。
- 大師山トンネル - 全長 570 m
- 地蔵トンネル - 全長 3,660 m

京都縦貫自動車道綾部宮津道路の大江山トンネルを抜き、京都府が管理する道路で最長のトンネルである。
- 石小谷橋 - 全長 174 m
- 上宮津大橋 - 全長 570 m

京丹後大宮IC～宮津天橋立IC間のトンネル内ではラジオの再放送が行われている。
| NHK第一 | KBS京都 | NHK-FM  | FM京都  |
| 999KHz  | 1215KHz | 86.1MHz | 79.8MHz |

## インターチェンジなど
- IC番号欄の背景色が■である部分については道路が開通済みの区間を示している。また、施設名欄の背景色が■である部分は施設が供用開始されていない、または完成していない事を示す。なお、未開通区間の名称は仮称である（覚寺ICを除く[9]）。
- 路線名の特記がないものは市町道。
- 略字は、ICはインターチェンジ、JCTはジャンクションをそれぞれ示す。

| IC 番号                           | 施設名                      | 接続路線名                                                               | 起点 から (km)              | キロポスト (km)             | 備考                                    | 所在地 | 所在地        | 所在地        |
| --------------------------------- | --------------------------- | ------------------------------------------------------------------------ | --------------------------- | --------------------------- | --------------------------------------- | ------ | ------------- | ------------- |
| E9 山陰自動車道                   |                             |                                                                          |                             |                             |                                         |        |               |               |
| -                                 | 鳥取西JCT                   | E9 山陰自動車道                                                          | 0.0                         |                             | 都市計画手続き中                        | 鳥取県 | 鳥取市        | 鳥取市        |
| -                                 | 徳尾IC                      | 県道21号鳥取鹿野倉吉線                                                   |                             |                             | 都市計画手続き中                        | 鳥取県 | 鳥取市        | 鳥取市        |
| -                                 | 千代水IC                    | 市道湖山商栄線                                                           |                             |                             | 都市計画手続き中                        | 鳥取県 | 鳥取市        | 鳥取市        |
| -                                 | 晩稲IC                      | 市道晩稲飛行場線                                                         |                             |                             | 都市計画手続き中                        | 鳥取県 | 鳥取市        | 鳥取市        |
| -                                 | 江津IC                      | 県道183号鳥取砂丘線                                                      |                             |                             | 都市計画手続き中                        | 鳥取県 | 鳥取市        | 鳥取市        |
| -                                 | 覚寺IC                      | 国道9号（鳥取バイパス）福部方面                                          |                             |                             | 都市計画手続き中                        | 鳥取県 | 鳥取市        | 鳥取市        |
| 当面現道活用区間（鳥取バイパス ） |                             |                                                                          |                             |                             |                                         | 鳥取県 | 鳥取市        | 鳥取市        |
| -                                 | 福部IC                      | 国道9号（鳥取バイパス） 鳥取方面 県道43号鳥取福部線 県道265号湯山鳥取線  | 0.0                         | 204.0                       |                                         | 鳥取県 | 鳥取市        | 鳥取市        |
| -                                 | 大谷IC                      | 県道27号網代港線                                                         | 5.1                         | 198.9                       | 鳥取方面出入口のみ                      | 鳥取県 | 岩美郡 岩美町 | 岩美郡 岩美町 |
| -                                 | 岩美IC                      | 国道9号（駟馳山バイパス連絡道路） 豊岡方面 県道325号網代港岩美インター線 | 6.6                         | 197.4                       | 近隣に 道の駅きなんせ岩美               | 鳥取県 | 岩美郡 岩美町 | 岩美郡 岩美町 |
| -                                 | 浦富IC                      | 県道155号網代港岩美停車場線                                              | 8.5                         | -                           |                                         | 鳥取県 | 岩美郡 岩美町 | 岩美郡 岩美町 |
| -                                 | 東浜IC                      | 県道256号浦富岩井線 国道178号（駟馳山支線） 鳥取方面                     | 12.3                        | 3.5                         |                                         |        | 岩美郡 岩美町 | 岩美郡 岩美町 |
| -                                 | 居組IC                      | 県道128号居組港居組停車場線 国道178号 豊岡方面                           | 15.8                        | 0.0                         |                                         | 兵庫県 | 美方郡        | 新温泉町      |
| 事業中（浜坂道路II期）            |                             |                                                                          |                             |                             |                                         | 兵庫県 | 美方郡        | 新温泉町      |
| 5                                 | 新温泉浜坂IC                | 県道47号浜坂井土線 国道178号 鳥取方面                                    | 0.0                         | 21.0                        | 近隣に 道の駅山陰海岸ジオパーク浜坂の郷 | 兵庫県 | 美方郡        | 新温泉町      |
| 4                                 | 久斗IC                      | 県道257号山田新温泉線                                                    | 3.0                         | 18.0                        | 豊岡方面出入口のみ                      | 兵庫県 | 美方郡        | 新温泉町      |
| 3                                 | 余部IC                      | 県道4号香住村岡線 国道178号（余部支線）                                  | 9.8                         | 11.2                        | 近隣に 道の駅あまるべ                   | 兵庫県 | 美方郡        | 香美町        |
| 2                                 | 香住IC                      | 県道4号香住村岡線 県道11号香美久美浜線                                   | 15.1                        | 5.9                         |                                         | 兵庫県 | 美方郡        | 香美町        |
| -                                 | （キロポスト補正点）        | -                                                                        | 21.0                        | 0.0                         |                                         | 兵庫県 | 美方郡        | 香美町        |
| 1                                 | 佐津IC                      | 県道256号三川下岡線 国道178号 豊岡方面                                   | 21.3                        | -0.3                        |                                         | 兵庫県 | 美方郡        | 香美町        |
| 概略計画決定（佐津 - 竹野）       |                             |                                                                          |                             |                             |                                         | 兵庫県 | 美方郡        | 香美町        |
| 豊岡市                            |                             |                                                                          |                             |                             |                                         | 兵庫県 |               |               |
| -                                 | 竹野IC                      |                                                                          | 0.0                         |                             | 事業中 （竹野道路）                     | 兵庫県 |               |               |
| -                                 | 豊岡北IC/JCT                | E72 北近畿豊岡自動車道 国道178号 現道                                    | 4.9                         |                             | 事業中 （竹野道路）                     | 兵庫県 |               |               |
| -                                 | 豊岡北IC/JCT                | E72 北近畿豊岡自動車道 国道178号 現道                                    | 4.9                         | 事業中 （城崎道路）         |                                         | 兵庫県 |               |               |
| -                                 | 城崎温泉IC                  | 県道9号豊岡竹野線                                                        |                             |                             |                                         | 兵庫県 |               |               |
| 概略計画決定（城崎温泉 - 府県境） |                             |                                                                          |                             |                             |                                         | 兵庫県 |               |               |
| 計画路線（府県境 - 久美浜）       | 計画路線（府県境 - 久美浜） | 計画路線（府県境 - 久美浜）                                              | 計画路線（府県境 - 久美浜） | 計画路線（府県境 - 久美浜） | 計画路線（府県境 - 久美浜）             | 京都府 | 京丹後市      | 京丹後市      |
| 概略計画決定（久美浜 - 網野）     |                             |                                                                          |                             |                             |                                         | 京都府 | 京丹後市      | 京丹後市      |
| -                                 | 網野IC                      | 都市計画道路網野インター線                                               |                             |                             | 都市計画決定 （網野 - 大宮峰山）        | 京都府 | 京丹後市      | 京丹後市      |
| -                                 | 峰山弥栄IC                  |                                                                          |                             |                             | 都市計画決定 （網野 - 大宮峰山）        | 京都府 | 京丹後市      | 京丹後市      |
| -                                 | 大宮峰山IC                  | 国道312号（大宮峰山インター線）                                          | 0.0                         | 15.2                        | 事業中 （大宮峰山道路）                 | 京都府 | 京丹後市      | 京丹後市      |
| -                                 | 京丹後大宮IC                | 府道651号大宮岩滝線 府道655号味土野大宮線                                | 5.0                         | 10.2                        |                                         | 京都府 | 京丹後市      | 京丹後市      |
| -                                 | 与謝天橋立IC                | 国道176号 国道312号                                                      | 9.4                         | 5.8                         |                                         | 京都府 | 宮津市        | 宮津市        |
| -                                 | （キロポスト補正点）        | -                                                                        | 15.2                        | 0.0 -0.3                    |                                         | 京都府 | 宮津市        | 宮津市        |
| 1                                 | 宮津天橋立IC                | 府道9号綾部大江宮津線                                                    | 15.5                        | 0.0                         |                                         | 京都府 | 宮津市        | 宮津市        |
| E9 京都縦貫自動車道               |                             |                                                                          |                             |                             |                                         |        |               |               |

- 開通済区間のキロポストについては以下の通りとなっている。
  - 福部IC - 岩美IC間：国道9号のバイパス路線として開通した経緯から、並行する国道9号に準じ、京都市下京区の烏丸五条交差点（国道9号起点）からのキロ数表示（福部IC：204.0、岩美IC：197.4）。
  - 岩美IC - 東浜IC間：キロポストは設置されていない。
  - 東浜IC - 居組IC間：居組ICからのキロ数表示（東浜IC：3.5、居組IC：0）。
  - 新温泉浜坂IC - 佐津IC間：佐津ICの0.3 km北北西からのキロ数表示（新温泉浜坂IC：21.0、佐津IC：-0.3）。
  - 京丹後大宮IC - 宮津天橋立ICの0.3 km北西間：宮津天橋立ICの0.3 km北西からのキロ数表示（京丹後大宮IC：10.2、宮津天橋立ICの0.3 km北西：0）。
  - 宮津天橋立ICの0.3 km北西 - 宮津天橋立IC間：宮津天橋立ICからのキロ数表示に-（マイナス）が付けられている（宮津天橋立ICの0.3 km北西：-0.3、宮津天橋立IC：0）。

## 歴史
| 2005 | (3月)香住IC - 佐津IC                                   |
| 2006 |                                                        |
| 2007 |                                                        |
| 2008 | (11月)東浜IC - 居組IC                                  |
| 2009 |                                                        |
| 2010 | (12月)余部IC - 香住IC                                  |
| 2011 | (3月)宮津天橋立IC - 与謝天橋立IC                       |
| 2012 |                                                        |
| 2013 |                                                        |
| 2014 | (3月)福部IC - 岩美IC                                   |
| 2015 |                                                        |
| 2016 | (3月)岩美IC - 浦富IC (10月)京丹後大宮IC - 与謝天橋立IC |
| 2017 | (11月)新温泉浜坂IC - 余部IC                            |
| 2018 |                                                        |
| 2019 |                                                        |
| 2020 |                                                        |
| 2021 |                                                        |
| 2022 |                                                        |
| 2023 | (3月)浦富IC - 東浜IC                                   |

- 1994年（平成6年）
  - 12月16日：鳥取豊岡宮津自動車道（山陰近畿自動車道）が地域高規格道路の計画路線に指定される。
  - 香住道路が事業化。
  - 宮津与謝道路（宮津野田川道路）が事業化[62] 。
- 1995年（平成7年）：駟馳山バイパスが事業化[14]。
- 2000年（平成12年）：余部道路が事業化[39]。
- 2001年（平成13年）：東浜居組道路が事業化[28]。
- 2005年（平成17年）
  - 3月27日：香住IC - 佐津IC（香住道路）が開通[42]。
  - 野田川大宮道路が事業化[60] 。
- 2008年（平成20年）11月24日：東浜IC - 居組IC（東浜居組道路）が開通[30]。
- 2009年（平成21年）
  - 岩美道路が事業化[18]。
  - 浜坂道路が事業化[31]。
- 2010年（平成22年）12月12日：余部IC - 香住IC（余部道路）が開通[41]。
- 2011年（平成23年）3月12日：与謝天橋立IC - 宮津天橋立IC（宮津与謝道路）が開通[66]。
- 2014年（平成26年）3月22日：福部IC - 岩美消防署前交差点（駟馳山バイパス）が開通[15]。
- 2015年（平成27年）：大宮峰山道路が事業化[58]。
- 2016年（平成28年）
  - 3月26日：岩美IC - 浦富IC（岩美道路）が開通[69]。
  - 10月30日：京丹後大宮IC - 与謝天橋立IC（野田川大宮道路）が開通[61]。
- 2017年（平成29年）11月26日：新温泉浜坂IC - 余部IC（浜坂道路）が開通[35]。
- 2018年（平成30年）：浜坂道路II期が事業化[32]。
- 2021年（令和3年）：竹野道路が事業化[46]。
- 2023年（令和5年）
  - 3月12日：浦富IC - 東浜IC（岩美道路）が開通。これにより岩美道路が全線開通[20]。
  - 城崎道路が事業化[48]。
- 2025年（令和7年）4月1日：宮津天橋立本線料金所にて京丹後大宮IC - 宮津天橋立IC間の料金徴収を開始[70]。

### 開通予定年度
- 未定：居組IC - 新温泉浜坂IC、竹野IC - 豊岡北IC/JCT、豊岡北IC/JCT - 城崎温泉IC、大宮峰山IC - 京丹後大宮IC

## 路線状況

### 車線・最高速度・料金
| 区間                              | 車線 上下線=上り線+下り線 | 最高速度 | 料金 | 備考       |
| --------------------------------- | ------------------------- | -------- | ---- | ---------- |
| （鳥取西IC付近 - 覚寺間未開通）   |                           |          |      |            |
| 当面現道活用区間（鳥取バイパス）  |                           |          |      |            |
| 福部IC - 岩美IC                   | 2=1+1 （暫定2車線）       | 70 km/h  | 無料 |            |
| 岩美IC - 東浜IC                   | 2=1+1 （完成2車線）       | 70 km/h  | 無料 | [ 注釈 4 ] |
| 東浜IC - 居組IC                   | 2=1+1 （完成2車線）       | 60 km/h  | 無料 | [ 注釈 5 ] |
| （居組IC - 新温泉浜坂IC間未開通） |                           |          |      |            |
| 新温泉浜坂IC - 香住IC             | 2=1+1 （完成2車線）       | 70 km/h  | 無料 | [ 注釈 5 ] |
| 香住IC - 佐津IC                   | 2=1+1 （暫定2車線）       | 70 km/h  | 無料 |            |
| （佐津IC - 京丹後大宮IC間未開通） |                           |          |      |            |
| 京丹後大宮IC - 宮津天橋立IC       | 2=1+1 （暫定2車線）       | 70 km/h  | 有料 |            |

#### 京都府内一部区間の有料化について
山陰近畿自動車道のうち京都府内区間は、1994年（平成6年）の地域高規格道路 鳥取豊岡宮津自動車道の路線指定から30年弱が経過する2022年（令和4年）時点でなお、開通区間が約25％（府内区間延長 約43.0 km 中、約10.7 km）に留まる状況であった。
2022年10月16日、宮津市・京丹後市など5市町からなる丹後・地域高規格道路推進協議会は、「山陰近畿自動車道早期実現促進大会」で令和10年代の全線開通を求めるとともに事業促進のため利用者負担を容認する内容を盛り込んだ決議文を採択した。これを踏まえ、京都府は有料化によって収入を得たうえ、既開通区間の維持管理費や新規区間の建設費に充てる方針を決定し、12月23日、府議会にて関連議案が可決された。関連手続きを経て、2025年度（令和7年度）4月から宮津天橋立ICの本線料金所にて料金徴収が開始された。

### 道路規格
自動車専用道路区間
- 道路規格 : 第1種第3級
- 設計速度 : 80 km/h
- 車線数　 : 暫定2車線（完成4車線）
  - 福部IC - 岩美IC[14]
  - 香住IC - 佐津IC[42]
  - 京丹後大宮IC - 宮津天橋立IC[64][63]
- 車線数　 : 完成2車線　*中央分離 : 1.5 m ガードレール等による完全分離
  - 岩美IC - 東浜IC[18]
  - 居組IC - 新温泉浜坂IC[31]
  - 竹野IC - 城崎温泉IC[47][74]
  - 大宮峰山IC - 京丹後大宮IC[56]
- 車線数　 : 完成2車線　*中央分離 : 0.5 m センターポール等による簡易分離
  - 東浜IC - 居組IC[29]
  - 新温泉浜坂IC - 香住IC[31]

一般道路区間（現道活用区間）
- 車線幅員 : 3.25 m
- 車線数　 : 2車線

網野ICから宮津天橋立ICに至る区間については、1999年（平成11年）4月に道路規格を第1種第3級・設計速度80 km/h・完成4車線として都市計画が決定されていたが、2003年度に策定された「地域高規格道路の構造要件の見直し」を踏まえて、2006年（平成18年）12月にはその時点で事業化されていなかった与謝天橋立IC以北の16.5 kmについて、早期供用とコスト縮減を目的に第3種第2級・設計速度60 km/h・完成2車線へと事業規模を縮小したほか、ルート見直しにより道路延長も16.9 kmへと都市計画が変更された。
しかしこの結果、日本海国土軸の一翼を成す山陰近畿自動車道全体のうち、網野ICから与謝天橋立ICまでの区間のみが低規格での整備となる事で広域ネットワークのボトルネック区間となってしまう懸念が生じた。このため2015年（平成27年）3月に都市計画を再度変更し、道路規格を第1種第3級・設計速度を80 km/hにそれぞれ戻し、道路曲線半径と道路勾配を一部見直したほか、京丹後大宮IC - 与謝天橋立IC間については完成2車線から完成4車線へと見直された。

### 休憩施設
休憩施設としてICの近隣に道の駅が設置されている。道の駅きなんせ岩美、道の駅山陰海岸ジオパーク浜坂の郷、道の駅あまるべ がある。

### 交通量
24時間交通量（台） 道路交通センサス
| 区間                        | 平成17年（2005年）度             | 平成22年（2010年）度             | 平成27年（2015年）度             | 令和3年（2021年）度              |
| --------------------------- | -------------------------------- | -------------------------------- | -------------------------------- | -------------------------------- |
| 鳥取西IC付近 - 覚寺間       | 未開通                           | 未開通                           | 未開通                           | 未開通                           |
| 覚寺 - 福部IC間             | 当面現道活用区間（鳥取バイパス） | 当面現道活用区間（鳥取バイパス） | 当面現道活用区間（鳥取バイパス） | 当面現道活用区間（鳥取バイパス） |
| 福部IC - 大谷IC             | 調査当時未開通                   | 調査当時未開通                   | 15,872                           | 16,807                           |
| 大谷IC - 岩美IC             | 調査当時未開通                   | 調査当時未開通                   | 09,572                           | 12,641                           |
| 岩美IC - 浦富IC             | 調査当時未開通                   | 調査当時未開通                   | 調査当時未開通                   | 07,622                           |
| 浦富IC - 東浜IC             | 調査当時未開通                   | 調査当時未開通                   | 調査当時未開通                   | 調査当時未開通                   |
| 東浜IC - 居組IC             | 調査当時未開通                   | 03,712                           | 04,053                           | 05,499                           |
| 居組IC - 新温泉浜坂IC間     | 未開通                           | 未開通                           | 未開通                           | 未開通                           |
| 新温泉浜坂IC - 久斗IC       | 調査当時未開通                   | 調査当時未開通                   | 調査当時未開通                   | 03,222                           |
| 久斗IC - 余部IC             | 調査当時未開通                   | 調査当時未開通                   | 調査当時未開通                   | 04,068                           |
| 余部IC - 香住IC             | 調査当時未開通                   | 調査当時未開通                   | 04,808                           | 04,722                           |
| 香住IC - 佐津IC             | 04,853                           | 05,673                           | 07,765                           | 06,685                           |
| 佐津IC - 京丹後大宮IC間     | 未開通                           | 未開通                           | 未開通                           | 未開通                           |
| 京丹後大宮IC - 与謝天橋立IC | 調査当時未開通                   | 調査当時未開通                   | 調査当時未開通                   | 08,668                           |
| 与謝天橋立IC - 宮津天橋立IC | 調査当時未開通                   | 調査当時未開通                   | 06,038                           | 08,638                           |

（出典：「平成22年度道路交通センサス」・「平成27年度全国道路・街路交通情勢調査」・「令和3年度全国道路・街路交通情勢調査」（国土交通省ホームページ）より一部データを抜粋して作成）

### 道路管理者
- 国土交通省中国地方整備局
  - 鳥取河川国道事務所鳥取国道維持出張所 : 福部IC - 岩美IC[77][78]
- 鳥取県
  - 鳥取県土整備事務所 : 岩美IC - 鳥取県・兵庫県境
- 兵庫県
  - 但馬県民局新温泉土木事務所 : 鳥取県・兵庫県境 - 居組IC、新温泉浜坂IC - 佐津IC
- 京都府道路公社
  - 管理事務所 : 京丹後大宮IC - 宮津天橋立IC

## 地理

### 通過する自治体
- 鳥取県
  - 鳥取市 - 岩美郡岩美町
- 兵庫県
  - 美方郡新温泉町 - 美方郡香美町 - 豊岡市
- 京都府
  - 京丹後市 - 与謝郡与謝野町 - 宮津市